# Skårsjön (Skephults socken, Västergötland)
Skårsjön är en sjö i Marks kommun i Västergötland och ingår i Viskans huvudavrinningsområde.